# Nyerges Ferenc
Nyerges Ferenc (Temesvár, 1929. október 14. –) magyar színész. 

## Életpályája
A Színház- és Filmművészeti Főiskola távoktatási tagozatán 1956-ben kapott színészi diplomát. 1953-tól a kecskeméti Katona József Színházban indult pályája. 1957-től az Állami Déryné Színház társulatának tagja volt. 1971-től szabadfoglalkozású színészként dolgozott. 1986-ban Munka Érdemrend kitüntetést kapott.

## Fontosabb színházi szerepei
- Mark Twain: Tom Sawyer... Tom
- Valentyin Petrovics Katajev: Bolond vasárnap... Oszkár Zürcsev
- Harriet Beecher Stowe: Tamás bátya kunyhója... Legré
- Jaroslav Hašek: Svejk... Svejk
- Molnár Ferenc: A Pál utcai fiúk... Boka
- Örkény István: Tóték... Tomaji plébános
- Benedek András: Csudakarikás... Marci bácsi
- Babay József: Három szegény szabólegény... tollnok
- Pancso Pancsev: A négy süveg... Bég
- Timár György: Pártfogoltak... dr. Jellinek Jenő
- Ábrahám Pál: Viktória... Jancsi
- Szirmai Albert – Bakonyi Károly: Mágnás Miska... Miska
- Kálmán Imre: Montmartre-i ibolya... Spaghetti
- Jacobi Viktor: Leányvásár... Fritz

## Filmek, tv
- A porcelánbaba (2005)